# Hellmuth Polakowski
Hellmuth Polakowski (Berlín, 1847 - ibíd. 1917) fue un botánico, y briólogo alemán, que participó como profesor contratado por el Gobierno de Costa Rica, en expediciones botánicas en la región.
- La abreviatura «Pol.» se emplea para indicar a Hellmuth Polakowski como autoridad en la descripción y clasificación científica de los vegetales.[2]